# Glossotrophia zahmi
Glossotrophia zahmi là một loài bướm đêm trong họ Geometridae.